# Carl Badewitz
Carl Badewitz (20. Oktober 1824 in Ansbach – 8. Oktober 1906 in Weimar) war ein deutscher Theaterschauspieler.

## Leben
Badewitz sammelte als bereits als Kind erste Bühnenerfahrungen unter der Leitung seines Großvaters Friedrich Gustav Badewitz. Im Alter von zehn Jahren spielte er die Rolle des „Pariser Taugenichts“. Mit 14 Jahren war er in Lahr als selbständiger Schauspieler tätig und übernahm insbesondere Rollen von „Naturburschen“ und Dienern. Nach einem halben Jahr kehrte er jedoch zu seinem Großvater zurück, bei dem er bis 1847 lebte.
Anschließend unternahm er ausgedehnte Reisen, die ihn bis nach Rotterdam führten. Anfang der 1850er Jahre wechselte er zum Fach der komischen- und Charakterrollen und betätigte sich außerdem als Gesangskomiker. Er wirkte von 1855 bis 1858 in Flensburg, dann in Mainz, Zürich, Basel, Bern, Augsburg und Linz. 1867 ging er nach Königsberg und im Anschluss daran nach Berlin an das Woltersdorff-Theater. Danach war er längere Zeit u. a. in Posen, Heidelberg und Rostock als Darsteller und Regisseur tätig.
Anfang der 1880er Jahre musste er wegen eines Gehörleidens die Schauspielerlaufbahn aufgeben. 1885 wurde ihm eine Vertrauensstellung am Stadttheater Lübeck übertragen, wo er am 3. November 1894 sein sechzigjähriges Bühnenjubiläum feierte. Badewitz kehrte für kurze Zeit nach Hamburg zurück und lebte ab 1896 im Marie-Seebach-Stift in Weimar.
In den 1860er Jahren entdeckte er die damals sechzehnjährigen Theaterschauspielerin und Sängerin Ernestine Wegner.